# یانگ چیان (تیرانداز)
یانگ چیان (انگلیسی: Yang Qian؛ زادهٔ ۱۰ ژوئیهٔ ۲۰۰۰)  تیرانداز اهل چین است.
وی در مسابقات کشوری و بین‌المللی در مجموع برندهٔ ۱ مدال طلا شده‌است.